# The Jadu
The Jadu (더 자두) è un duo modern rock sudcoreano, composto dai membri Jadu e Maru. Quest'ultimo si unì al duo nel 2005, quando il precedente membro Kang Doo decise di dedicarsi completamente alla carriera di attore, lasciando un posto vacante.
In coreano, jadu vuol dire prugna.

## Formazione
- Jadu (자두)
- Maru

### Precedenti
- Kang Doo (강두)

## Discografia
- Version 0001, pubblicato il 22 marzo 2001
- Change Yourself, pubblicato il 2 aprile 2002
- Jadu 3, pubblicato il 15 maggio 2003
- Jadu 4, pubblicato il 3 maggio 2005
- Happy Network, pubblicato il 24 aprile 2008